# Episodi de La misteriosa accademia dei giovani geni (seconda stagione)
La seconda stagione della serie televisiva La misteriosa accademia dei giovani geni , composta da 8 episodi, è distribuita in prima visione assoluta negli Stati Uniti d'America sulla piattaforma streaming Disney+ dal 26 ottobre al 6 dicembre 2022.
In Italia la stagione è distribuita sul servizio di streaming on demand Disney+, in contemporanea con la messa in onda originale.
| nº | Titolo originale              | Titolo italiano                          | Pubblicazione    |
| -- | ----------------------------- | ---------------------------------------- | ---------------- |
| 1  | A Perilous Journey            | Un viaggio pericoloso                    | 26 ottobre 2022  |
| 2  | A Bit of Light Chop           | Leggera turbolenza                       | 26 ottobre 2022  |
| 3  | A Gold Bar in Fort Knox       | Un lingotto d'oro a Fort Knox            | 2 novembre 2022  |
| 4  | Free of Pointless Command     | Liberi del superfluo                     | 9 novembre 2022  |
| 5  | Blank Expression              | Espressione vuota                        | 16 novembre 2022 |
| 6  | Commitment to All Things Cozy | Un attaccamento a tutto ciò che è comodo | 23 novembre 2022 |
| 7  | A Joyful Lens                 | Il binocolo della gioia                  | 30 novembre 2022 |
| 8  | A Two-Way Street              | Strada a doppio senso                    | 6 dicembre 2022  |

## Un viaggio pericoloso
- Titolo originale: A Perilous Journey
- Diretto da: James Bobin
- Scritto da: Phil Hay e Matt Manfredi

### Trama
I nostri ragazzi vengono richiamati dal signor Benedict per svolgere una caccia al tesoro, ma avviene un intoppo: il signor Benedict e Numero Due scompaiono nel nulla. Starà a loro scoprire dove sono grazie agli indizi lasciati dal Signor Benedict che li porterà a salire sulla nave più veloce del mondo come clandestini.

## Leggera turbolenza
- Titolo originale: A Bit of Light Chop
- Diretto da: Craig Zisk
- Scritto da: Heather Jeng Bladt

## Un lingotto d'oro a Fort Knox
- Titolo originale: A Gold Bar in Fort Knox
- Diretto da: Craig Zisk
- Scritto da: Taylor Chukwu

## Liberi del superfluo
- Titolo originale: Free of Pointless Command
- Diretto da: Kabir Akhtar
- Scritto da: Angeli Millan

## Espressione vuota
- Titolo originale: Blank Expression
- Diretto da: Dawn Wilkinson
- Scritto da: Todd Slavkin e Darren Swimmer

## Un attaccamento a tutto ciò che è comodo
- Titolo originale: Commitment to All Things Cozy
- Diretto da: Lena Khan
- Scritto da: James Rogers III

## Il binocolo della gioia
- Titolo originale: A Joyful Lens
- Diretto da: Aprill Winney
- Scritto da: Todd Slavkin e Darren Swimmer

## Strada a doppio senso
- Titolo originale: A Two-Way Street
- Diretto da: Tara Nicole Weyr
- Scritto da: Matt Manfredi e Phil Hay